# Oregonia gracilis
Oregonia gracilis är en kräftdjursart som beskrevs av James Dwight Dana 1851. Oregonia gracilis ingår i släktet Oregonia och familjen Oregoniidae. Inga underarter finns listade i Catalogue of Life.

## Bildgalleri

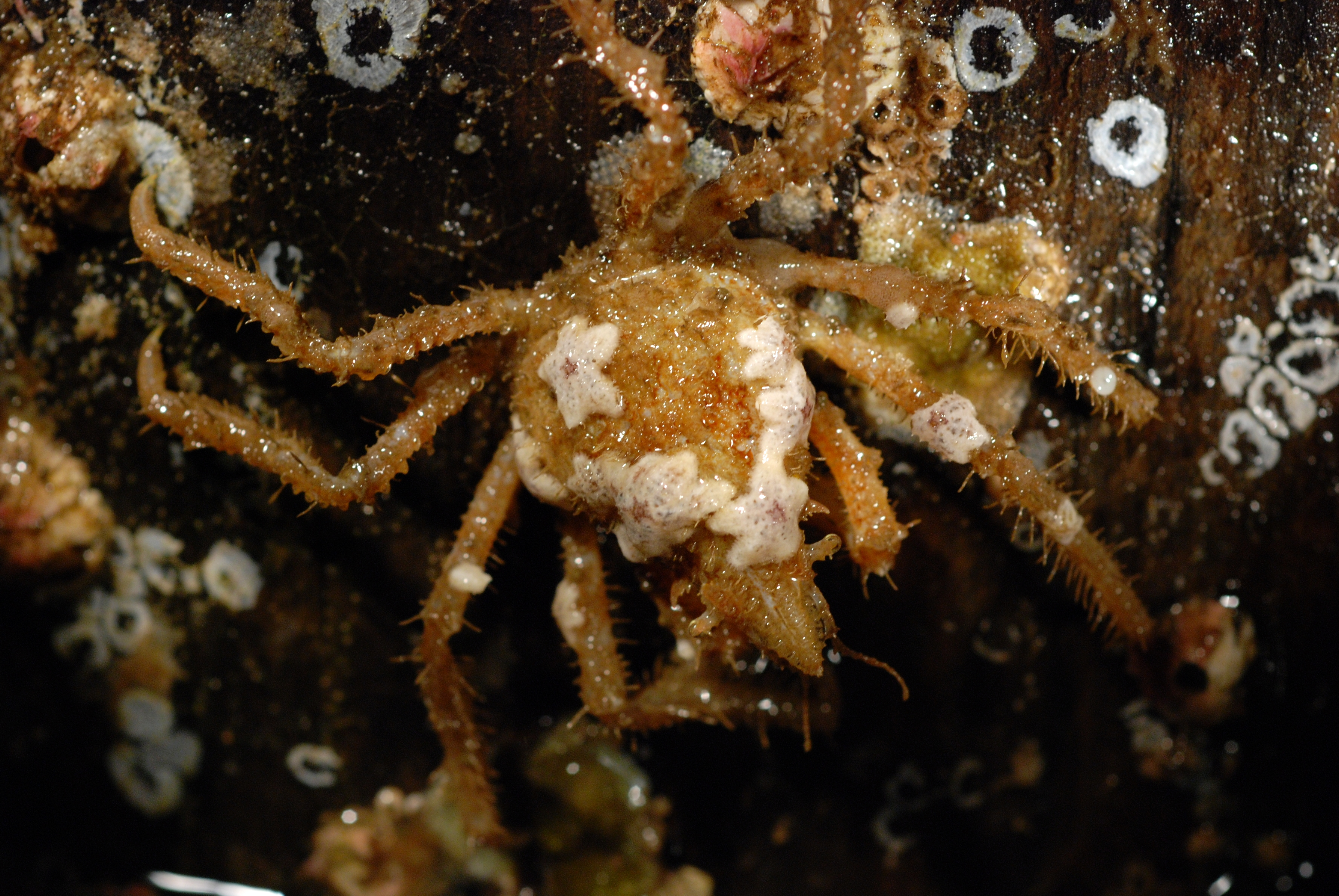
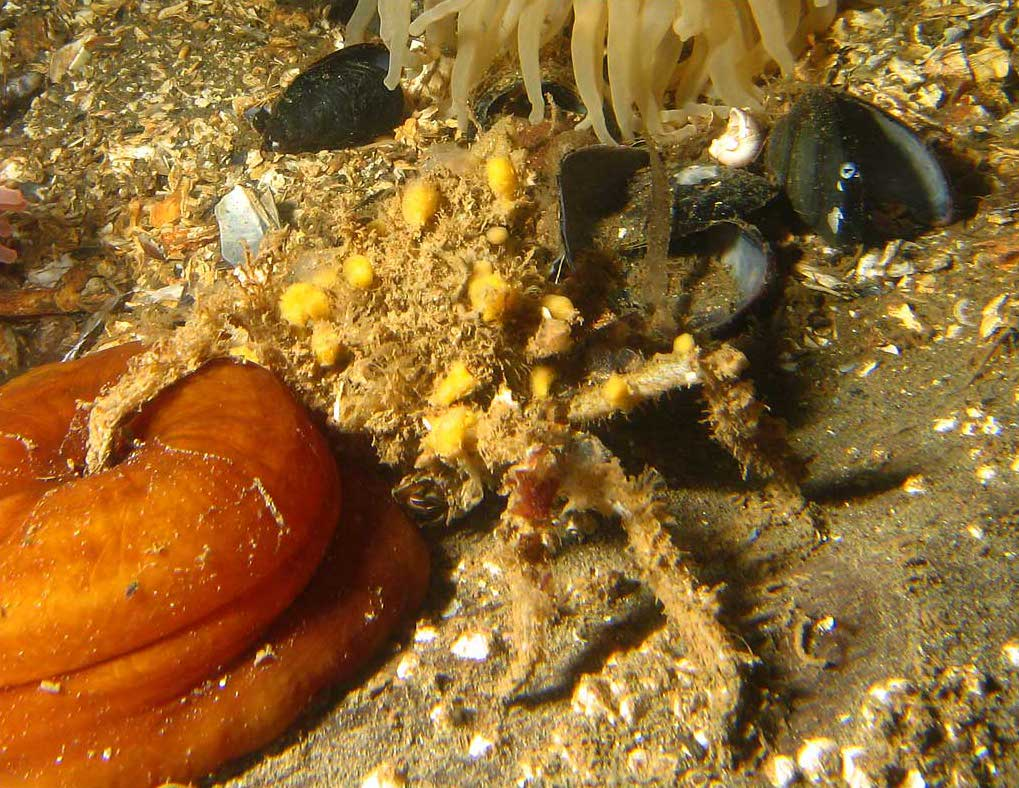
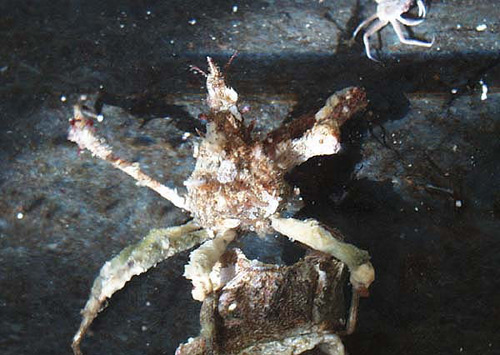
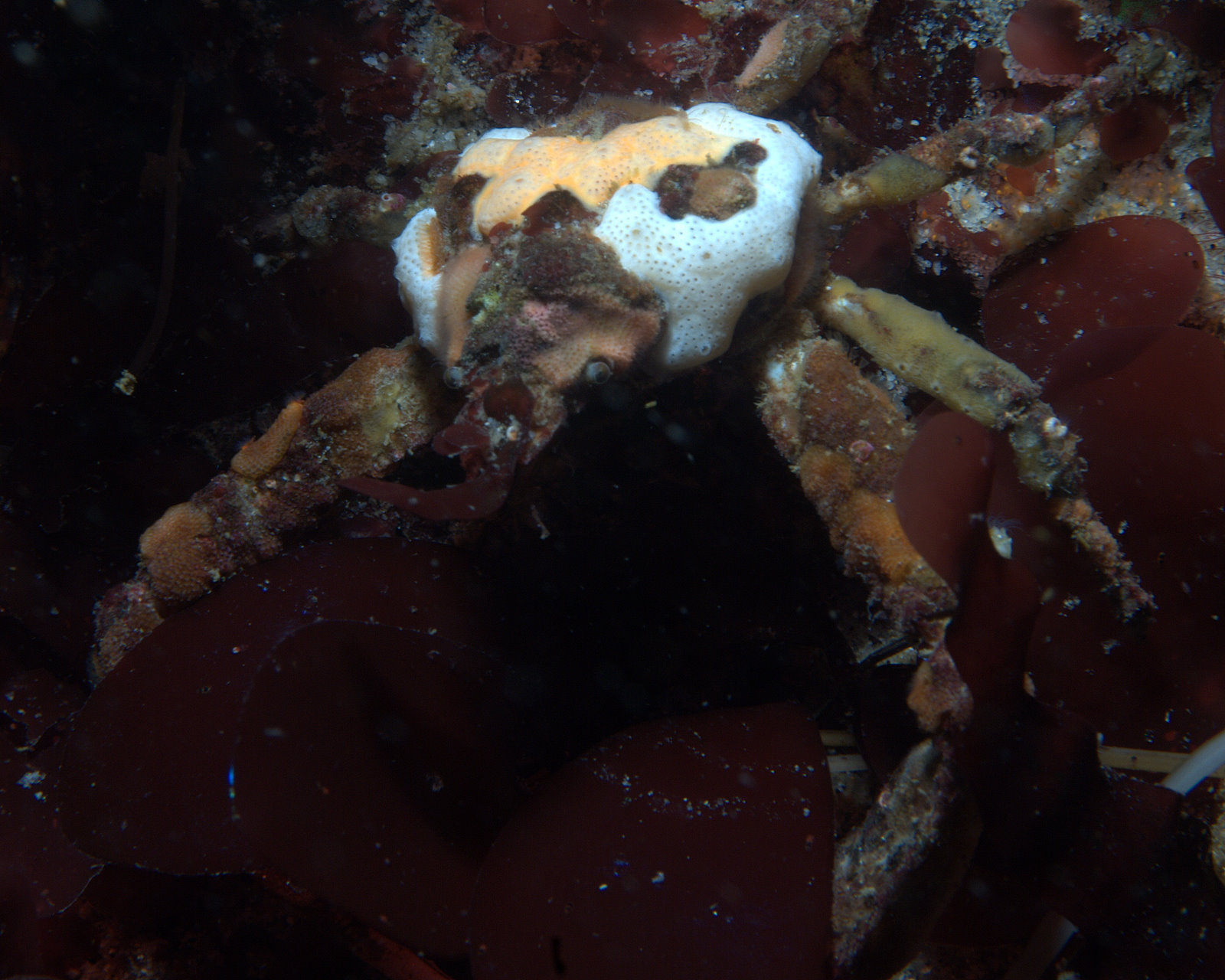
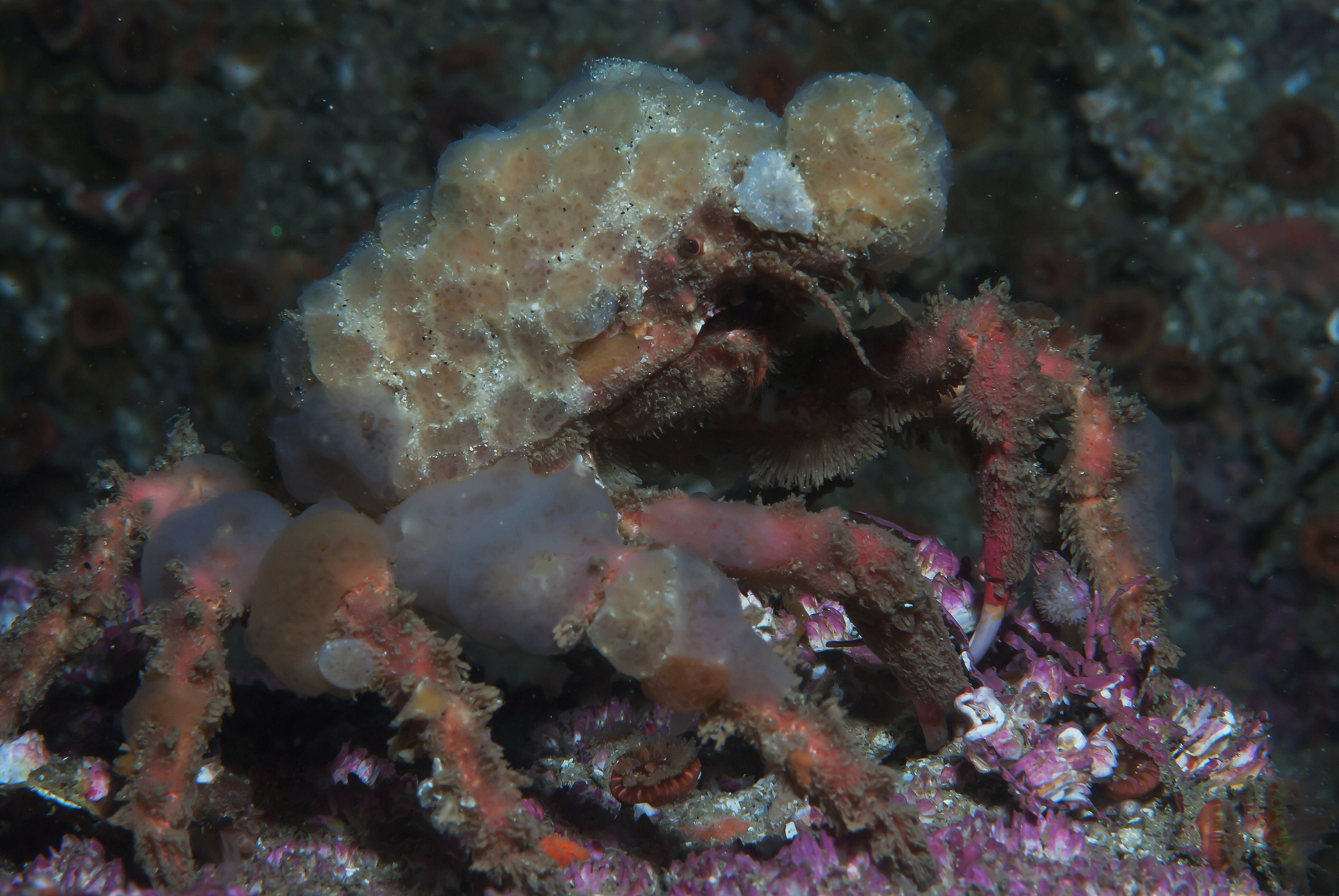
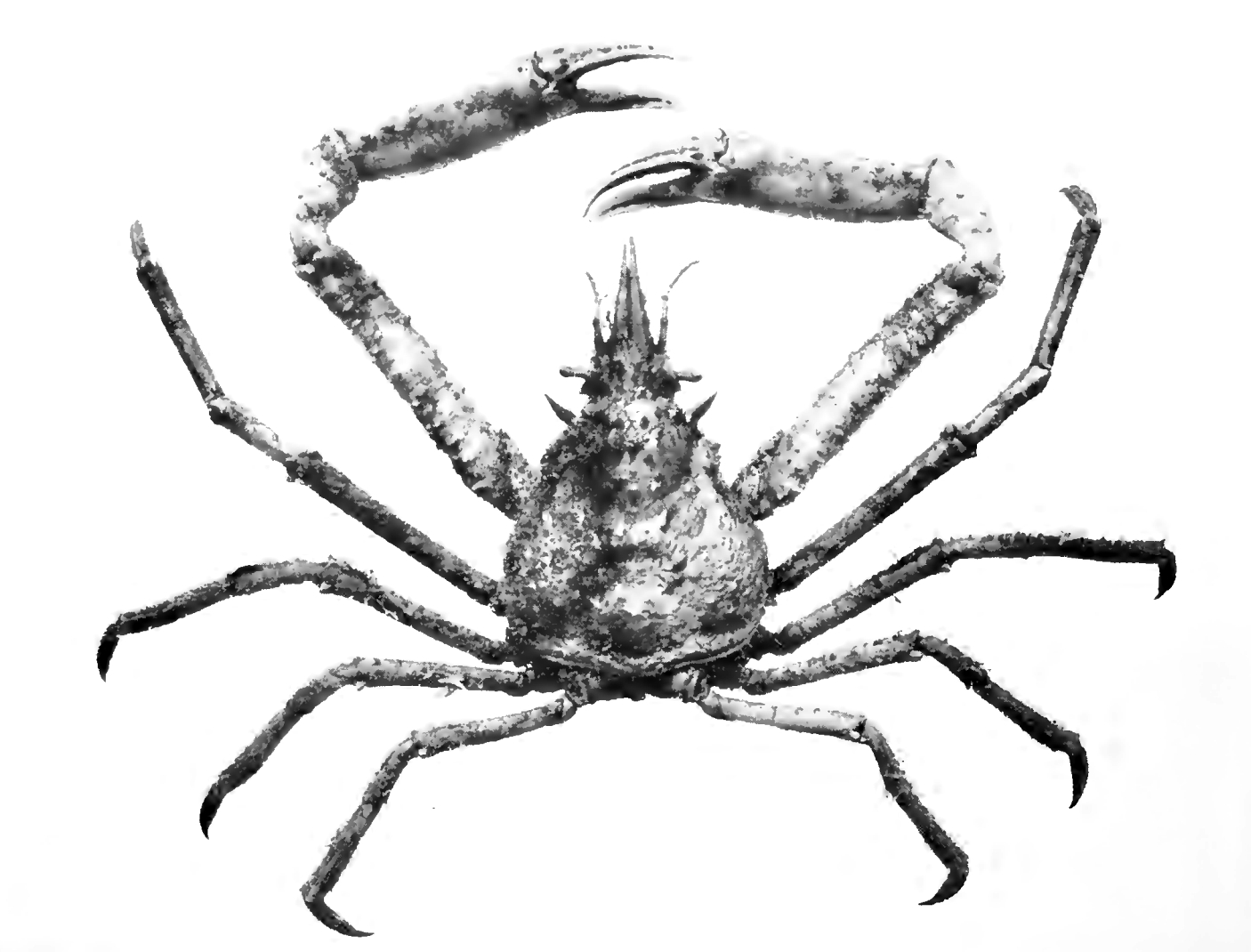